# Kanton Noisiel
Kanton Noisiel is een voormalig kanton van het Franse departement Seine-et-Marne. Het kanton maakte deel uit van het arrondissement Torcy.
 Het werd opgeheven bij decreet van 18 februari 2014 met uitwerking in maart 2015.

## Gemeenten
Het kanton Noisiel omvatte de volgende gemeenten:
- Lognes
- Noisiel (hoofdplaats)